# Johann Sibrand (der Jüngere)
Johann Sibrand (der Jüngere) (* 13. März 1637 in Rostock; † 17. April 1701 ebenda) war ein Professor der Moral und des Rechts an der Universität Rostock.

## Ausbildung und Studium
Johann Sibrand wurde geboren als Sohn des Landsyndikus Heinrich Sibrand und als Enkelsohn des Rostocker Professors Johann Sibrand (der Ältere) (1569–1638) Sibrand besuchte von 1655 bis 1657 die Schule in Stralsund und studierte ab 1657 zunächst in Greifswald und Rostock, 1658 in Leipzig und dann bis 1660 in Straßburg.
Im Anschluss daran bereiste Sibrand bis 1661 die Schweiz, Frankreich und Holland. 1661 trat er als Hofmeister in die Dienste eines Herrn von Gyldenstern und hielt sich als solcher in Frankfurt (Oder) und Königsberg auf. 1664 reiste er nach Uppsala und kehrte 1666 nach Rostock zurück, um sein Examen in der Rechtswissenschaft abzulegen und zum Dr. juris promoviert zu werden.

## Akademische Laufbahn
Am 18. Januar 1670 wurde Johann Sibrand (der Jüngere) vom Rat der Stadt Rostock zum ordentlichen Professor der Moral ernannt und folgte damit auf Heinrich Dringenberg, der die Professur von 1654 bis 1666 innehatte.
Anfang September des Jahres 1674 legte Sibrand diese Professur für Ethik, in welche ihm sein Bruder Hermann Sibrand folgte, ab und wurde von Herzog Gustav Adolf zum Professor der Rechte ernannt. Sein Amtsvorgänger war der im selben Jahr verstorbene Christian Woldenberg.
Johann Sibrand heiratete am 27. April 1669 Barbara Carstens, die Tochter des Lübecker Syndikus und Lauenburgischen Kanzlers Joachim Carstens.
Sibrands Sohn war Joachim Heinrich Sibrand, der 1701 ebenfalls Professor an der Universität Rostock wurde.